# Робинсон, Джулия
Джулия Холл Робинсон (англ. Julia Hall Robinson), урождённая Джулия Холл Боумэн (англ. Julia Hall Bowman, 8 декабря 1919 — 30 июля 1985) — американский математик, внёсшая большой вклад в математическую логику. Первая женщина, ставшая президентом Американского математического общества. Нётеровский чтец (1982).

## Биография

### Ранние годы и образование
Родилась в 1919 году в Сент-Луисе (штат Миссури), в семье Ральфа Боуэрса Боумэна и Хелен Холл Боумэн. Два года спустя умерла мать, и Джулия вместе со старшей сестрой Констанс переехали в Финикс (штат Аризона), где жила их бабушка. Отец тем временем потерял интерес к своему бизнесу, женился на Эдении Криделбо и присоединился с новой женой к дочерям в Аризоне, после чего семья переехала в Сан-Диего (штат Калифорния), где стала жить на сбережения отца. Три года спустя у Джулии родилась ещё одна сестра — Билли.
Когда Джулии было 9 лет, она заразилась скарлатиной, что вынудило семью месяц провести в карантине. Конец карантина семья отпраздновала, посетив первый звуковой фильм. Год спустя у Джулии развилась острая ревматическая лихорадка, и ей пришлось год жить отдельно от семьи под присмотром сиделки: лечением ревматизма в то время были солнечные ванны и полная изоляция от окружающих людей. Когда она стала чувствовать себя лучше, то начала проходить с репетитором школьную программу с 5 по 8 классы. Заявление репетитора о том, что сколько ни вычисляй новые знаки после запятой у квадратного корня из двух, они не начнут повторяться, вызвало у неё большой интерес. Когда она снова смогла посещать школу (начиная с 9 класса), то стала активно заниматься математикой. В старшей школе она прошла IQ тест с баллом 98, на два балла ниже среднего, что позднее объяснила отсутствием тем, что раньше не видела тестов и не умела их проходить. Тем не менее, она стала единственной ученицей, которая занималась математикой и физикой по углублённой программе. Окончила San Diego High School с отличием по математике и получила награду Боша-Ломба за отличия в науках.
В 16 лет поступила в Университет Сан-Диего. Уровень преподавания математики её не устроил и она перевелась в Калифорнийский университет в Беркли в 1939 году. Это был разгар Великой депрессии, у отца кончились сбережения, и он покончил жизнь самоубийством. Несмотря на смерть отца, она продолжила учёбу, стоившую 20 долларов в семестр, за счёт финансовой помощи от тёти, а также от старшей сестры, ставшей учительницей в Сан-Диего. Качество преподавания математики в колледже её не устроило, и на старших курсах она смогла перевестись в Калифорнийский университет в Беркли. Одним из курсов. которые она слушала в Беркли, стала теория чисел, которую вёл Рафаэль Робинсон. Так как на этот предмет ходило всего четыре человека, то Джулия и Рафаэль познакомились довольно близко. Они стали проводить много времени вместе, а когда она лишилась работы, то Ежи Нейман смог устроить её своей ассистенткой, в результате чего она смогла в 1941 году получить степень магистра. 22 декабря 1941 года она вышла замуж за Рафаэля, однако после этого, в соответствии с действовавшими правилами (члены одной семьи не могли преподавать на одном и том же факультете), Джулия не могла оставаться в числе преподавателей математического факультета, и ей пришлось пойти к Нейману в лабораторию статистики, где она стала работать над секретными военными проектами.
Робинсон пыталась стать матерью, но долгожданная беременность прервалась на середине срока. Оказалось, что из-за перенесённого в детстве ревматизма у неё образовался рубец в митральном клапане. Врачи предупредили, что вторая беременность могла бы стоить ей жизни. Из-за невозможности иметь детей у неё развилась депрессия. Справиться с ней помог муж, вновь пробудивший в ней интерес к математике.

### Карьера
В 1948 году Джулия Робинсон получила степень Ph.D., защитив диссертацию «Определимость и проблемы решения в арифметике» под руководством Альфреда Тарского. В том же году она начала работу над решением Десятой проблемы Гильберта — работу, которая заняла большую часть её жизни.
В 1949—1950 годах Робинсон в течение года работала на корпорацию RAND, занимаясь проблемами теории игр. Её статья 1949 года стала первой публикацией, где использовано название «Задача коммивояжёра». В 1951 году она опубликовала работу «Итеративный метод решения игры», в которой доказала теорему, касающуюся игры двух игроков с нулевой суммой, которая была оценена как «самая важная теорема в элементарной теории игр».
В 1950-х годах она стала заниматься политикой и активно участвовать в деятельности местных организаций Демократической партии. В 1952 году она приняла участие в президентской кампании Эдлая Стивенсона, а когда в 1958 году Алан Крэнстон баллотировался на пост Контролёра штата Калифорния — была главным менеджером его избирательной кампании в округе Контра-Коста.
В 1961 году Джулия Робинсон перенесла операцию на сердце, в результате которой был удалён рубец из митрального клапана. Операция была успешной, и она стала более активной физически — в частности, занялась ездой на велосипеде.
В 1975 году Джулия Робинсон стала первой женщиной-математиком, избранной в Национальную академию наук США. В 1976 году она получила возможность стать полным профессором в университете в Беркли, но из-за проблем со здоровьем смогла нести лишь четверть положенной преподавательской нагрузки. В 1979 году получила почётную степень от Колледжа Смита. В 1982 году была избрана президентом Ассоциации президентов научных обществ, но была вынуждена отказаться из-за проблем со здоровьем; в том же году она была избрана президентом Американского математического общества. В 1985 году была избрана в Американскую академию искусств и наук.

### Смерть и наследие
Летом 1984 года у Джулии Робинсон был диагностирован лейкоз. Лечение принесло некоторое облегчение, но потом болезнь обострилась, и в 1985 году она скончалась. 

Одним из последних желаний Джулии было не устраивать пышные похороны. Всех желающих она попросила сделать взнос в фонд Альфреда Тарского, её друга, коллеги и учителя.

В 1985 году её муж учредил Фонд Джулии Боумэн-Робинсон (англ. Julia Bowman Robinson Fund).
В 1987 году сестра Джулии, Констанс Рид, получила премию имени По́йа от Математической ассоциации Америки за написанную от первого лица биографию Джулии.

## Научные достижения
Основным вкладом в математику Джулии Робинсон являются её работы, связанные с решением Десятой проблемы Гильберта. В работе 1952 года она сформулировала достаточное условие для существования диофантова представления для операции возведения в степень. В 1961 году в совместной с Мартином Дэвисом и Хилари Патнэмом статье было получено экспоненциально-диофантово представление для любого перечислимого множества. Одним из следствий работы стала возможность сведения любого показательно-диофантова уравнения к экспоненциально-диофантову уравнению с фиксированным числом переменных. Опираясь на эти работы, Юрий Матиясевич в 1970 году смог сделать финальный шаг в решении Десятой проблемы Гильберта.
Помимо этого, в своей докторской диссертации «Определимость и разрешимость проблем в арифметике» Джулия Робинсон доказала неразрешимость арифметики рациональных чисел. 